# 反共法
反共法（：／）是大韩民国治安立法的一项目。1961年，朴正熙政府制定实施、后来和国家保安法统合、1980年12月31日，该法废止。

## 概要
5.16军事政变后，1961年7月，朴正熙政府制定和颁布实施。主要用来缓和国内矛盾、打压异见分子和镇压反抗军政府的公民。
1961年12月、62年9月、63年10月、68年3月修正、1980年12月、全斗焕政府的国家保卫立法会议，把该法和国家保安法统合，后来废止。

## 内容
1961年7月制定，当时法律全部共11条。
- 第1条（目的）
- 第2条（定义）
- 第3条（加入、加入劝诱）
- 第4条（赞扬、鼓舞）
- 第5条（会合、通信）
- 第6条（脱出、潜入）
- 第7条（便宜提供）
- 第8条（不告知罪）
- 第9条（法适用的排除）
- 第10条（赏金）
- 第11条（准用规定）
- 付则

## 违反事件
- 粪地笔祸事件，1965年，小说家南廷贤发表《粪地》来贬斥反共法。
- 五賊筆禍事件，1970年作家金芝河因發表《五賊》而被政府以反共法為由逮捕入獄。